# 上郷ダム
上郷ダム（かみごうダム）は、山形県西村山郡朝日町、一級河川・最上川本流中流部に建設されたダムである。
東北電力が管理する発電用ダムで、高さ23.5メートルの重力式コンクリートダム。出力1万5,400キロワットの水力発電を目的としており、日本屈指の大河である最上川本流に建設された唯一のダムである。ダムによって形成された人造湖には、特に名称が付けられていない。

## 概要
最上川水系では1898年（明治31年）11月に寒河江川の白岩発電所が建設されたのを皮切りに、次第に水力発電所建設が行われていくようになった。戦後、慢性的な電力不足を補う為に全国的に電源開発が盛んになったが、最上川水系では日本発送電東北支社の発送電事業を継承した東北電力によって水力発電開発が進められるようになった。
最上川は急流な上に水量も豊富であり、水力発電所を建設するには最適な河川であった。東北電力は最上川水系の電源開発事業として最上川本川中流部の狭窄部にダム式発電所を建設し、増え続ける電力需要に対処しようと考えた。こうして計画されたのが上郷ダムである。
上郷ダムは高さが23.5mの重力式コンクリートダムであり、最上川水系に建設されたダムの中で唯一最上川本川に建設されたダムである。1961年（昭和36年）に建設が開始され、翌1962年（昭和37年）に完成した。ダムに付設する上郷発電所は認可出力15,400kWであるが、完成当時は最上川水系で最大の出力を誇る発電所であった。

## 観光
上郷ダムによって出来た人造湖は特に名称がついていない。だが地元朝日町の観光拠点として重要な位置を占めている。
ダム傍には上郷ダム公園があるが、ここでは様々なイベントが行われている。特に毎年8月14日には「上郷ダム祭り」が開かれ、夜には花火大会も催される。この花火大会は正式には「上郷ダム祭り花火競技大会」と呼ばれ、花火業者による当年に発表された新作花火の披露と審査が行われる大会でもあり、各業者・職人が意匠を凝らした新作花火を打ち上げる（現在は上郷ダム祭りは行われていない）。また、9月には「朝日町ワイン祭り」が朝日町観光協会の主催で開かれる。この祭りでは町内で製造されたワインのPRを兼ねており、参加費が必要ではあるがワインの飲み放題や、国産牛をバーベキュー方式で味わう事も出来る。こちらも食べ放題であり、県内外より多くの観光客が訪れるという。(こちらも現在は役場近くの広場に場所を移転して開催されている。なお、ワインは飲み放題だが、バーベキューは人数分の予約制になっている)
ダム湖は山形県内の釣りスポットとしても有名であり、最上川第一漁業協同組合が漁業権を保有している。コイ、フナ、ヘラブナ、ヤマメなどが釣れるが特にヤマメは大物が釣れると言う。一方ダムによってサクラマスの遡上が阻害されるという指摘があり、これに対処する為河川管理者である建設省（現・国土交通省）は1994年（平成6年）に「魚がのぼりやすい川づくり推進モデル事業」を策定した。最上川は東北地方の一級水系で初めて指定され、流域における生態系に配慮した河川整備を実施した。この中で上郷ダムについては老朽化した魚道の整備が求められ、東北電力によって整備された。この結果、少数ではあるものの上郷ダムより上流にサクラマスが遡上した事が確認されている。

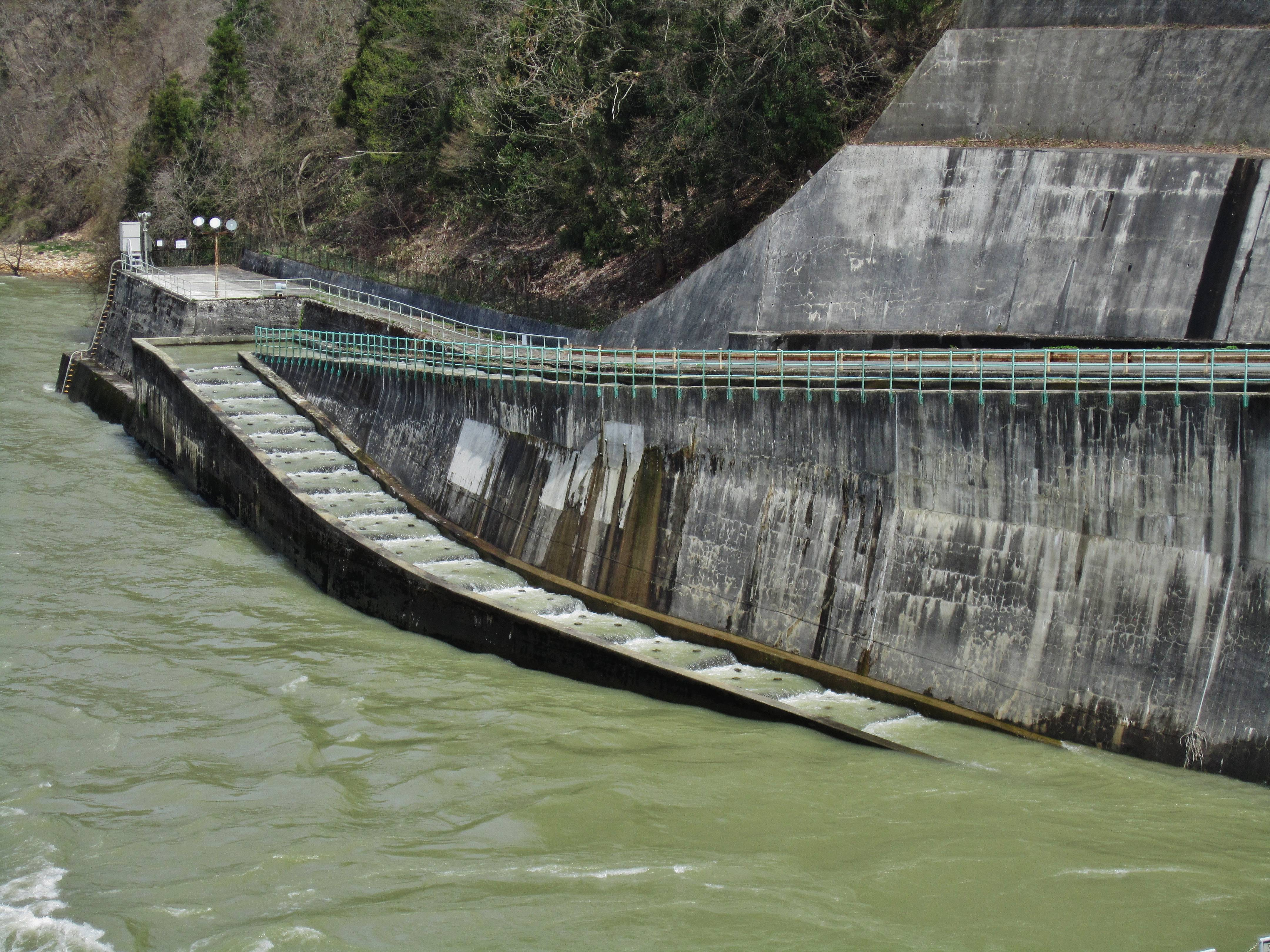
上郷ダムの魚道
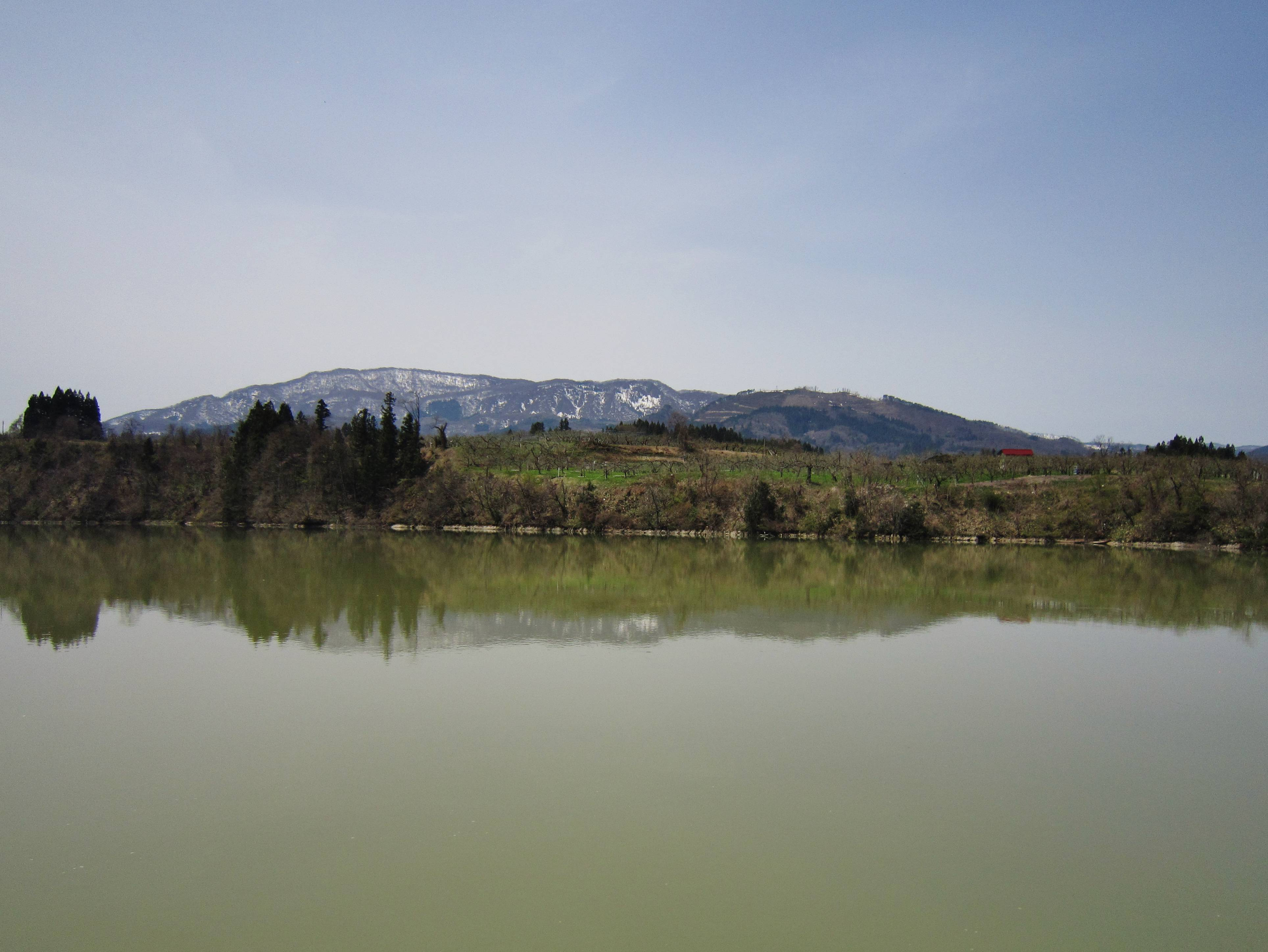
上郷ダム湖
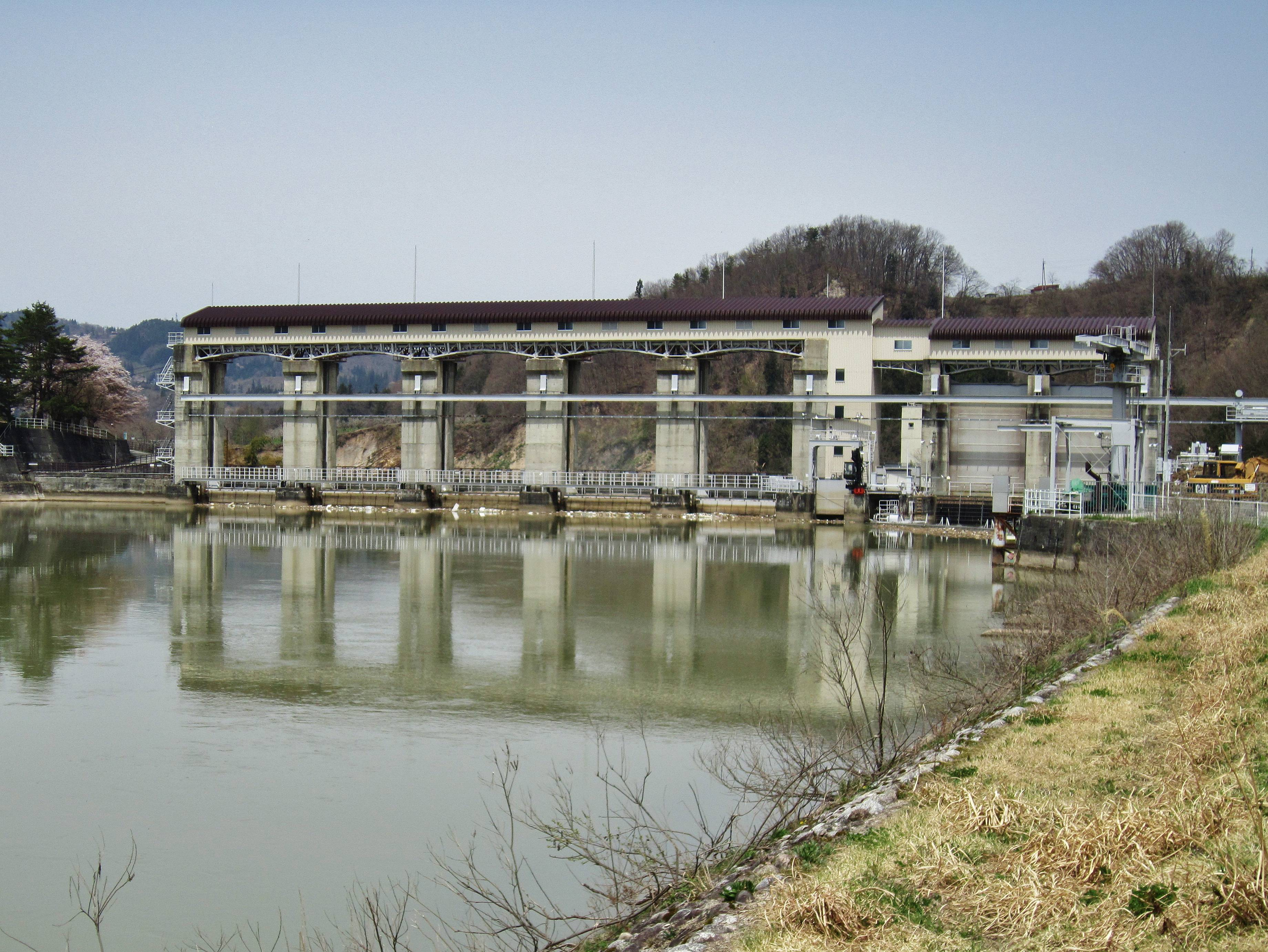
上郷ダム上流側
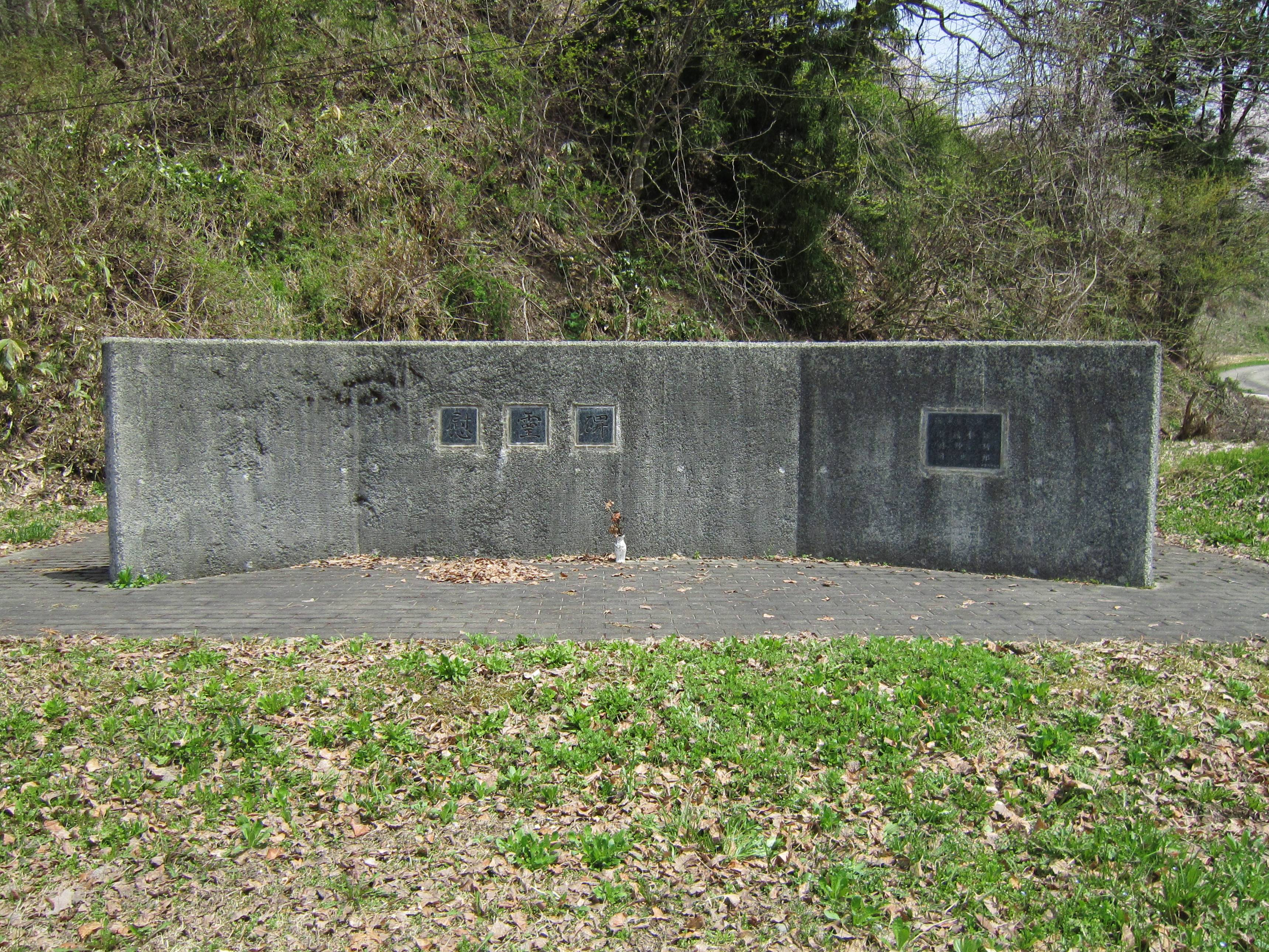
慰霊碑